# 纲领主义
纲领主义（英語：Platformism）是一种无政府主义组织理论，旨在创建一个高度协调的无政府主义联邦。其主要特点包括共同的战术路线、统一的政治方针以及对集体责任的承诺。
纲领主义由彼得·阿尔希诺夫最先提出，作为对俄罗斯无政府主义运动被认为缺乏组织性的回应。1926年6月20日，《无政府主义者总联盟组织纲领（草案）》在《劳动事业》（俄罗斯和乌克兰的流亡无政府主义者在法国创办的刊物）上发表，序言由阿尔希诺夫撰写，“纲领主义”由此得名。该理论提议建立一个“无政府主义者总联盟”，以鼓动、教育和组织工人阶级，还主张在现有的群众组织中开展工作，例如工会，以将其转变为社会革命的工具。纲领主义的根源可以追溯到米哈伊尔·巴枯宁的组织原则，特别是他的“组织二元论”。